# وجبة خفيفة

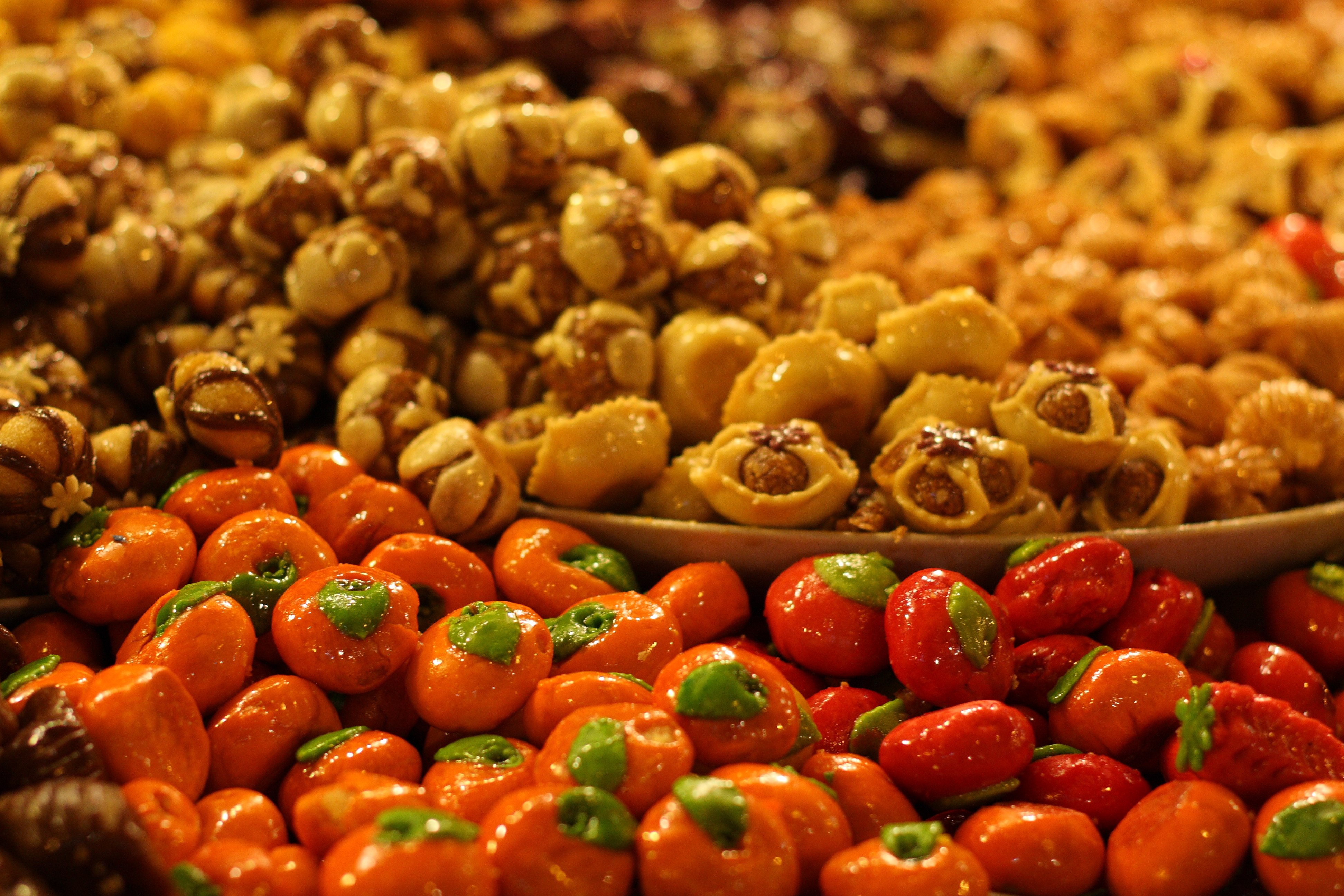
تشكيلة منوعة للبيع في مراكش.

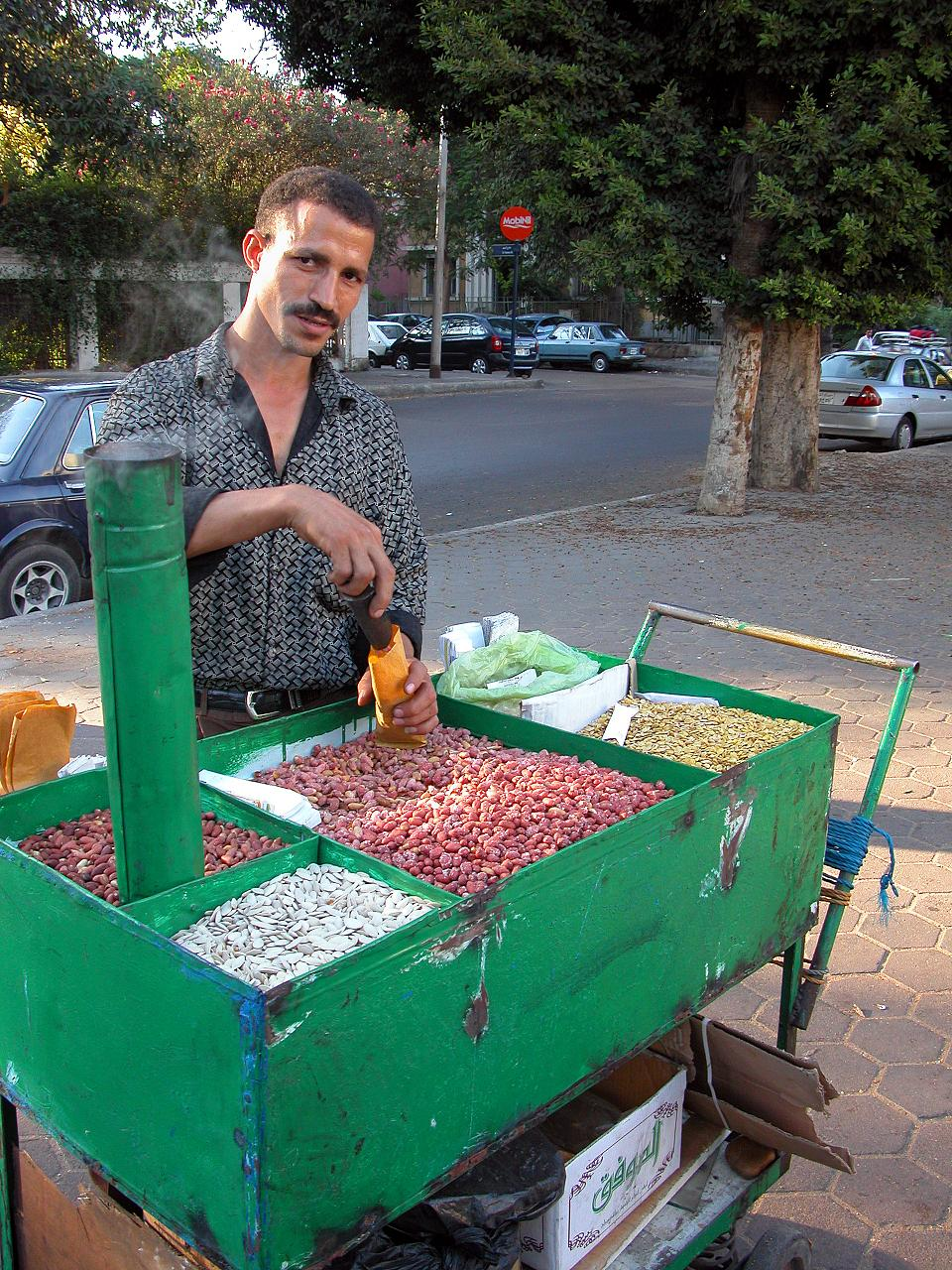
بائع فول سوداني في مصر

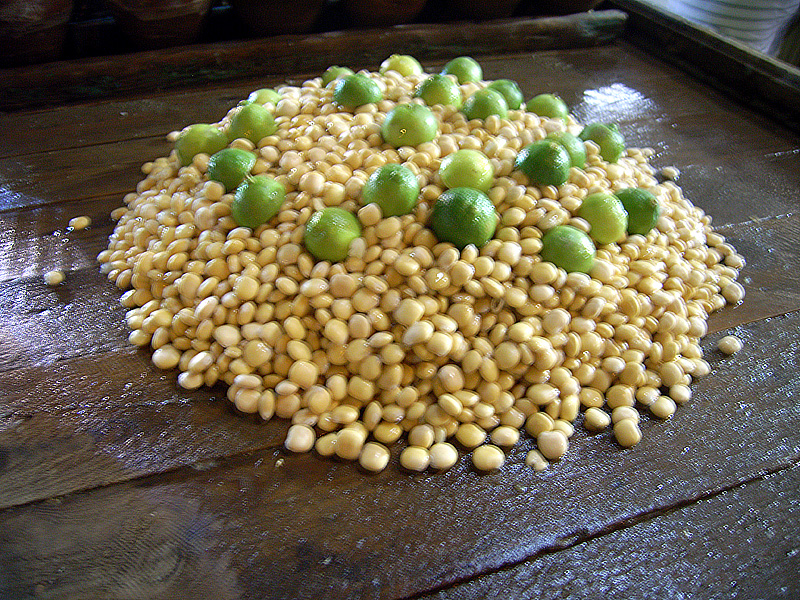
ترمس مصري

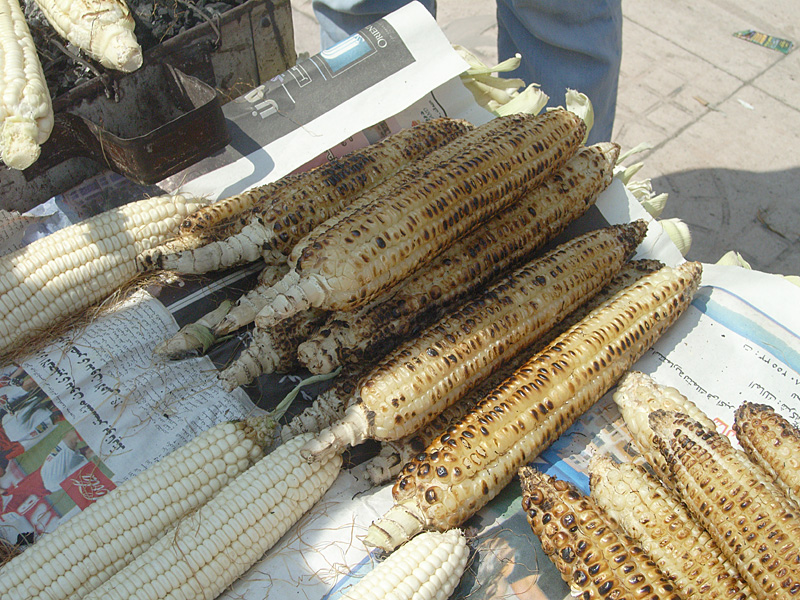
ذرة مشوي

التصبيرة أو النقنقة أو الوجبة الخفيفة تناول طعام لغرض التسلية، قد يؤدي تناولها بإفراط إلى زيادة الوزن وحرمان الأعضاء المختصة بالهضم من الراحة، لكن إذا أخذت الوجبات الخفيفة بكمية صغيرة وفقيرة بالمواد الدسمة وقليلة السعرات الحرارية وكانت مكملة في محتوياتها وعناصرها للوجبات الرئيسة فهي إيجابية للجسم.
من الأمثلة:
- اللب
- الفول السوداني
- الشيبسي
- فشار
- الكعك والبسكويت والحلويات بأنواعها
- الشوكولاتة والشوكولاتة البيضاء
- الشطائر الصغيرة

## اقرأ أيضاً
- وجبة جاهزة
- وجبة سريعة
- طعام سهل التحضير
- مطعم تصابير